# Sowar

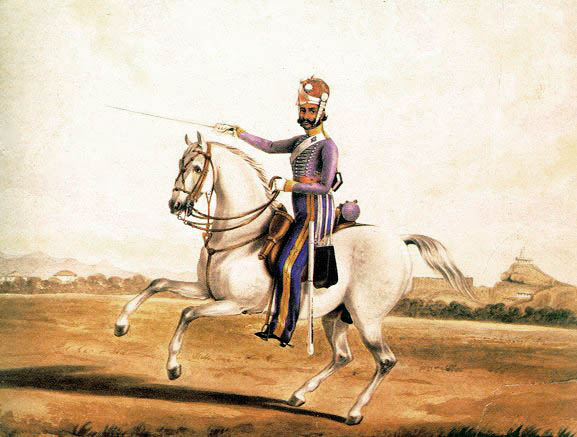
Un sowar della sesta cavalleria di Madras, appartenente alla Compagnia Britannica delle Indie Orientali (circa 1845).

Sowar (in hindī ਸਵਾਰ, anche siwar che significa "colui che cavalca" o "cavaliere", dal persiano sawār), era originariamente un rango in uso durante il periodo Mughal e Maratha. Più tardi, durante il Raj britannico, era il nome in uso anglo-indiano di un soldato appartenente alle truppe di cavalleria degli eserciti indigeni dell'India britannica e degli Stati principeschi. Era anche il grado relativo ai normali cavalieri di cavalleria, equivalenti al sepoy nella fanteria.

Questo grado è stato ereditato dagli eserciti moderni di India, Pakistan e Bangladesh.